# Albanian Journal of Natural and Technical Sciences
Das Albanian Journal of Natural and Technical Sciences oder kurz AJNTS ist ein halbjährlich erscheinendes wissenschaftliches Magazin in englischer Sprache, das von der Albanischen Akademie der Wissenschaften veröffentlicht wird. Die erste Ausgabe erschien 1996. Die Artikel des Magazins setzen sich aus aktuellen Forschungen auf dem Gebiet der Naturwissenschaften und der Technologie zusammen.
Autoren der Artikel sind Mitglieder der Akademie und externe Mitarbeiter. Themen des Magazins sind unter anderem Geowissenschaften, Biologie, Molekularbiologie, Nanotechnologie, Chemie, Mathematik, Physik und Medizin. Ein Fokus liegt jedoch auch auf Albanien und einige Beiträge befassen sich mit der Lebensqualität, dem Klimawandel, Umweltverschmutzung, Umwelt, Biodiversität, Gesundheit und Ernährungssicherheit speziell in Albanien.

## Redaktion
- Chefredakteur: Salvatore Bushati[2]
- Redakteure: Gudar Beqiraj, Dhimitër Haxhimihali, Neki Frashëri Floran Vila, Jani Vangjeli, Arben Merkoçi (Spanien), Arian Durrësi (USA), Felix Unger (Österreich), Nazim Gruda (Deutschland), Besim Elezi, Bardhyl Golemi, Latif Susuri (Kosovo), Petraq Petro, Efigjeni Kongjika, Afërdita Veveçka, Ilirian Malollari und andere.